# Fegeu
Segons la mitologia grega, Fegeu (en grec antic Φηγεύς) va ser un heroi grec, fill del déu-riu Ínac i de la nimfa Mèlia, i germà de Foroneu i d'Egialeu. Fundà la ciutat de Fegea, a l'Arcàdia, sobre la qual regnà.
Acollí Alcmeó quan era a l'exili a causa de la mort de la seva mare Erifile i, després de purificar-lo, el casà amb la seua filla Arsínoe. Però Alcmeó abandonà Arsínoe per l'amor de la nimfa Cal·lírroe, i Fegeu, un dia que el trobà a prop dels seus dominis, el matà. Al cap de poc, caigué per la venjança d'Acarnà i Amfòter, fills d'Alcmeó i de Cal·lírroe.
Fegeu tenia, a més d'Arsínoe, dos fills, Prònous i Agènor, o segons Pausànias, Tèmen i Àxion.